# حاجی‌کلاته
حاجی کلاته، روستایی است از توابع بخش مرکزی شهرستان علی‌آباد در استان گلستان ایران است.

## جمعیت
این روستا در دهستان کتول قرار دارد و براساس سرشماری مرکز آمار ایران در سال ۱۳۸۵، جمعیت آن ۱۷۵۹ نفر (۴۲۹خانوار) بوده‌است همچنین بر اساس سرشماری سال ۱۳۹۵ جمعیت آن ۱۴۷۳ نفر (۴۷۱ خانوار) می‌باشد.
حاجی کلاته از شرق با روستای امیرآباد و از غرب با شهرسنگدوین از جنوب با اراضی مزرعه کتول و از شمال با اراضی روستای کوچک نظرخانی همسایه می‌باشد. این روستا، توسط دهیار محترم ، جناب آقای ذبیح اله علمشاهی اداره می شود. و رئیس شورای اسلامی روستا ، جناب آقای کربلایی عباس عالیزاده ، می باشد این روستا دارای قدمت طولانی بر اساس کتاب تاریخ کتول بوده و در قدیم به عنوان شهر از آن یاد شده است. 
حاجی کلاته تا پایان انقراض سلسله قاجار متعلق به حسینقلی مقصودلو ملقب به وکیل الدوله بود.(منبع: ایرج افشار، مخابرات استراباد، جلد دوم، صفحه ۱۰۰۱)